# Eddy Heurlié
Eddy Heurlié est un footballeur français né le 27 décembre 1977 au Lamentin en Martinique. Ancien professionnel, il a été le gardien de but du Golden Lion de Saint-Joseph et de la sélection de football de la Martinique. Eddy Heurlié est depuis le 19 octobre 2020 l'entraîneur du Racing Club de Rivière-Pilote.

## Biographie
Eddy Heurlié est le meilleur gardien de but de la Martinique durant les années 2000 à 2010. 
Il est quart de finaliste de la Gold Cup 2002 avec l'Équipe de Martinique de football. 
Après avoir évolué quatre saisons dans le club de Troyes, il retourne en Martinique et évolue à l'Aiglon du Lamentin et à La Samaritaine de Sainte-Marie. Eddy Heurlié évolue depuis la saison 2008/2009 au sein de l'équipe du Club Sportif Bélimois, un club de la commune du Lamentin. Il remporte le 2 octobre 2010, la Coupe de l'Outre-Mer 2010 avec l'Équipe de Martinique de football. 

## Parcours
- Aiglon du Lamentin
- 2000-2003 :  ES Troyes AC (L1 et L2)
- 2004 :  US Raon-l'Étape (National)
- 2005-2006 :  Aiglon du Lamentin (DH)
- 2007-2008 :  La Samaritaine de Sainte-Marie (DH)
- 2008- :  CS Bélimois (PHR)

## Palmarès
- Trophée Yvon Lutbert 2010
- Coupe de l'Outre-Mer 2010